# Yoshiki Maeda
Yoshiki Maeda (japanisch 前田 義貴 Maeda Yoshiki; * 29. August 1975 in der Präfektur Saga) ist ein ehemaliger japanischer Fußballspieler.

## Karriere
Maeda erlernte das Fußballspielen in der Schulmannschaft der Ryukoku High School und der Universitätsmannschaft der Fukuoka-Universität. Seinen ersten Vertrag unterschrieb er 1997 bei den Sagan Tosu. Der Verein spielte in der zweithöchsten Liga des Landes, der J2 League. Für den Verein absolvierte er 11 Spiele. 2002 wechselte er zum Drittligisten Alouette Kumamoto. Ende 2002 beendete er seine Karriere als Fußballspieler.